# Tipula tenuicula
Tipula tenuicula är en tvåvingeart som beskrevs av Günther Enderlein 1912. Tipula tenuicula ingår i släktet Tipula och familjen storharkrankar.
Artens utbredningsområde är Colombia. Inga underarter finns listade i Catalogue of Life.